# 안병구 (1961년)
안병구(1961년 2월 12일~)는 대한민국의 정치인이다. 제11대 경상남도 밀양시장(2024. 4.~)이다. 2024년 4월 10일 2024년 대한민국 재보궐선거에서 당선되었다.

## 학력
- 밀양초등학교
- 밀양중학교
- 마산고등학교
- ~1989 부산대학교 법학과 학사
- 서울대학교 경영대학원 최고경영자 과정
- 서울대학교 법과대학 최고지도자 과정

## 경력
- 사법고시 합격(제31회)
- 사법연수원 수료(21기)
- 1992. 3.~1993. 3. 서울지방검찰청 서부지청 검찰관
- 1993. 3.~1994. 3. 서울지방검찰청 서부지청 검사
- 1994. 3.~1995. 2. 창원지방검찰청 밀양지청 검사
- 1995. 3.~1995. 9. 대구지방검찰청 검사
- 1995. 10. 변호사안병구법률사무소
- 한국수자원공사 상임감사
- 국가물관리위원회 자문
- 특임장관 정책자문위원회 위원
- 경상남도 중·고등학교 진로멘토단
- 밀양초등학교 총동창회 회장
- 삼랑진, 남밀양 농협 사외이사
- 밀양시배드민턴협회 회장
- 밀양시인사위원회 위원
- 밀양시계약심의위원회 위원장
- 밀양문화원 이사
- 국민의힘 경남도당 법률특보
- 2024. 4. 10. 2024년 대한민국 재보궐선거 당선(경남 밀양시장, 국민의힘, 초선)[1][2]
- 2024. 4.~ 경상남도 밀양시 시장

## 역대 선거 결과
| 실시년도 | 선거        | 대수 | 직책 | 선거구      | 정당     | 득표수   | 득표율          | 순위 | 당락 | 비고           |
| -------- | ----------- | ---- | ---- | ----------- | -------- | -------- | --------------- | ---- | ---- | -------------- |
| 2024년   | 4·10 재보선 | 11대 | 시장 | 경남 밀양시 | 국민의힘 | 39,119표 | \| \| 66.00% \| | 1위  |      | 초선, 민선 8기 |
|          | 66.00%      |      |      |             |          |          |                 |      |      |                |